# Geosesarma araneum
Geosesarma araneum is een krabbensoort uit de familie van de Sesarmidae. De wetenschappelijke naam van de soort is voor het eerst geldig gepubliceerd in 1900 door Nobili.